# Bülent Ersoy
Pour les articles homonymes, voir Ersoy.
Bülent Ersoy, de son vrai nom Bülent Erkoç, née le 9 juin 1952, est une chanteuse et actrice turque. Surnommée en turc « Diva », Bülent Ersoy effectue sa transition de genre en 1981.

## Biographie
Bülent Ersoy naît en 1952 à Malatya. Ses grands-parents lui font découvrir la musique. Elle étudie au conservatoire d'Istanbul et commence sa carrière comme chanteuse de musique classique turque. En 1971, elle sort sa première cassette chez Saner Plak. En 1974, elle se produit sur la scène du Casino Maksim (quartier Taksim). Par la suite elle ajoute à son registre la variété de type « arabesk ».
Elle fait son coming out trans puis se produit sur des scènes prestigieuses : London Palladium (1980), Madison Square Garden (1983), Olympia (1997).
Son opération de réassignation sexuelle, à Londres, le 14 avril 1981, lui vaut de grands problèmes dans son pays. Elle est jugée comme déviante devant par le tribunal du régime de Kenan Evren. On lui interdit aussi de faire des représentations publics. Bülent Ersoy continue cette bataille juridique jusqu'en 1983. Après avoir perdu une dernière fois, elle fait une tentative de suicide. Puis elle doit alors s'exiler en Allemagne, ou elle continue sa carrière de chanteuse et d'actrice. Elle revint en 1988,  après l'election de Turgut Özal comme président de la Turquie,. 
De retour en Turquie, lors d'un concert en 1989, à la suite de son refus d'interpréter un titre de coloration nationaliste, un fan mécontent lui tire dessus, et elle perd un rein.
Mariée deux fois, Bülent Ersoy épouse en secondes noces, le 7 juillet 2007, un participant de l'émission de télé-crochet Popstar Alaturka, de près de 32 ans son cadet, Armağan Uzun, dont elle divorce à l'automne 2010.
Plusieurs mois après la prononciation du divorce, Armağan Uzun fait des révélations chocs à la presse. Il confie notamment qu'il a reçu à plusieurs reprises des appels d'un intermédiaire anonyme faisant état des sentiments de « Mademoise Bülent » à son égard et d'une proposition de relation. Uzun prétend également que la Diva lui aurait promis monts et merveilles en contrepartie d'un mariage qui devait être obligatoirement célébré le 7 juillet 2007 (07-07-07) : « Je n'avais pas le choix, on m'a dit que je pouvais être rayé du marché du disque si je n'acceptais pas cette proposition », déclare il au journal Hürriyet.

## Discographie
- 1973 : Ah Tut-i Mucize Guyem
- 1975 : Şöhretler
- 1975 : Konser 1 (Concert #1)
- 1976 : Toprak Alsın Muradımı (Que la terre engloutisse l'objet de mon désir)
- 1976 : Bir Tanrıyı Bir de Beni Unutma (N'oublie pas Allah et ne m'oublie pas)
- 1976 : Konser 2
- 1977 : Konser 3
- 1978 : Orkide 1 (Orchidée #1)
- 1978 : Ölmeyen Şarkılar (Chansons impérissables)
- 1979 : Orkide 2
- 1979 : Meyhaneci (L'aubergiste)
- 1980 : Dolmamış Çilem (Infinie souffrance)
- 1980 : Beddua (Malédiction)
- 1981 : Mahşeri Yaşıyorum (Mes tourments)
- 1981 : Yüz Karası (Déshonneur)
- 1983 : Ak Güvercin (Blanche colombe)
- 1983 : Ne Duamsın Ne De Bedduam (Tu n'es ni dans mes prières ni dans mes malédictions)
- 1984 : Düşkünüm Sana (Folle de toi)
- 1985 : Yaşamak İstiyorum (Laissez moi vivre)
- 1986 : Anılardan Bir Demet (Un bouquet de souvenirs)
- 1987 : Avustralya Konseri (Concert en Australie)
- 1987 : Suskun Dünyam (Mon monde silencieux)]
- 1988 : Biz Ayrılamayız (Inséparables)
- 1989 : İstiyorum (Je veux)
- 1989 : Seçmeler (Best of)
- 1989 : Bizim Hikayemiz (Notre histoire)
- 1990 : Öptüm (Un baiser)
- 1991 : Bir Sen Bir de Ben (À chacun notre tour)
- 1992 : Ablan Kurban Olsun Sana (Je ferais tout pour toi)
- 1993 : Türk Sanat Müziği Konseri 1 (Concert de musique classique turque #1)
- 1993 : Türk Sanat Müziği Konseri 2
- 1993 : Türk Sanat Müziği Konseri 3
- 1993 : Türk Sanat Müziği Konseri 4
- 1993 : Şiirlerle Şarkılarla (Avec des poèmes et des chansons)
- 1993 : Sefam Olsun
- 1994 : Akıllı Ol (Sois raisonnable)
- 1995 : Alaturka 1995
- 1995 : Benim Dünya Güzellerim
- 1997 : Maazallah (Que D. me protège)
- 2000 : Alaturka 2000
- 2002 : Canımsın (Tu es toute ma vie)
- 2011 : Aşktan Sabıkalı (Récidiviste de l'amour)

## Filmographie
- 1976 : Sıralardaki Heyecan (Sensation dans les rangs)
- 1977 : Ölmeyen Şarkı (La chanson éternelle)
- 1978 : İşte Bizim Hikayemiz (Voilà notre histoire)
- 1980 : Beddua (Malédiction)
- 1980 : Yüz Karası (Déshonneur)
- 1984 : Acı Ekmek (Pain amer)
- 1985 : Asrın Kadını (Une femme moderne)
- 1985 : Tövbekar Kadın (Une femme repentante)
- 1985 : Benim Gibi Sev (Aime comme moi)
- 1986 : Efkarlıyım Abiler (Mes frères, je suis tourmentée)
- 1986 : Yaşamak İstiyorum (Laissez moi vivre)
- 1987 : Kara Günlerim (Mes jours de ténèbres)
- 1988 : Biz Ayrılamayız (Inséparables)
- 1989 : İstiyorum (Je veux)